# Montpelier (Indiana)
Montpelier és una població dels Estats Units a l'estat d'Indiana. Segons el cens del 2010 tenia 1.805 habitants.

## Demografia
Segons el cens del 2000, Montpelier tenia 1.929 habitants, 802 habitatges, i 539 famílies. La densitat de població era de 677,1 habitants/km².
Per edats la població es repartia de la següent manera: un 27,3% tenia menys de 18 anys, un 8,7% entre 18 i 24, un 28,6% entre 25 i 44, un 21,7% de 45 a 60 i un 13,7% 65 anys o més. L'edat mediana era de 35 anys. Per cada 100 dones de 18 o més anys hi havia 93,8 homes.
La renda mediana per habitatge era de 30.175$ i la renda mediana per família de 38.804$. Els homes tenien una renda mediana de 29.152$ mentre que les dones 21.402$. La renda per capita de la població era de 15.076$. Entorn del 6,6% de les famílies i el 9,5% de la població estaven per davall del llindar de pobresa.